# Tanjung Kalang
Tanjung Kalang is een bestuurslaag in het regentschap Nganjuk van de provincie Oost-Java, Indonesië. Tanjung Kalang telt 9016 inwoners (volkstelling 2010).